# Боб Мердок
Боб Мердок (англ. Bob Murdoch, 20 листопада 1946, Кіркленд-Лейк — 3 серпня 2023) — канадський хокеїст, що грав на позиції захисника. Грав за збірну команду Канади. Згодом — хокейний тренер.

## Ігрова кар'єра
Професійну хокейну кар'єру розпочав 1970 року.
Протягом професійної клубної ігрової кар'єри, що тривала 13 років, захищав кольори команд «Монреаль Канадієнс», «Лос-Анджелес Кінгс», «Атланта Флеймс» та «Калгарі Флеймс».
Виступав за збірну Канади, провів 5 ігор в її складі на чемпіонаті світу 1969 року.

## Тренерська робота
1987 року розпочав тренерську роботу в НХЛ. Працював з командами «Чикаго Блекгокс», «Вінніпег Джетс» — як головний тренер, а в клубах «Калгарі Флеймс» та «Сан-Хосе Шаркс» — як асистент головного тренера.
У Німеччині один сезон тренував «Маддогс Мюнхен», клуб згодом був оголошений банкрутом.

## Нагороди та досягнення
- Володар Кубка Стенлі в складі «Монреаль Канадієнс» — 1973.
- Учасник матчу усіх зірок НХЛ — 1975.
- Нагорода Джека Адамса — 1990.

## Статистика

### Клубні виступи
| Сезон        | Клуб                 | Ліга         | Регулярний сезон | Регулярний сезон | Регулярний сезон | Регулярний сезон | Регулярний сезон | Плей-оф | Плей-оф | Плей-оф | Плей-оф | Плей-оф |
| Сезон        | Клуб                 | Ліга         | І                | Г                | П                | О                | ШХ               | І       | Г       | П       | О       | ШХ      |
| ------------ | -------------------- | ------------ | ---------------- | ---------------- | ---------------- | ---------------- | ---------------- | ------- | ------- | ------- | ------- | ------- |
| 1970-1971    | «Монреаль Канадієнс» | НХЛ          | 1                | 0                | 2                | 2                | 2                | 2       | 0       | 0       | 0       | 0       |
| 1971-1972    | «Монреаль Канадієнс» | НХЛ          | 11               | 1                | 1                | 2                | 8                | 1       | 0       | 0       | 0       | 0       |
| 1972-1973    | «Монреаль Канадієнс» | НХЛ          | 69               | 2                | 22               | 24               | 55               | 13      | 0       | 3       | 3       | 10      |
| 1973-1974    | «Лос-Анджелес Кінгс» | НХЛ          | 76               | 8                | 20               | 28               | 85               | 5       | 0       | 0       | 0       | 2       |
| 1974-1975    | «Лос-Анджелес Кінгс» | НХЛ          | 80               | 13               | 29               | 42               | 116              | 3       | 0       | 1       | 1       | 4       |
| 1975-1976    | «Лос-Анджелес Кінгс» | НХЛ          | 80               | 6                | 29               | 35               | 103              | 9       | 0       | 5       | 5       | 15      |
| 1976-1977    | «Лос-Анджелес Кінгс» | НХЛ          | 70               | 9                | 23               | 32               | 79               | 9       | 2       | 3       | 5       | 14      |
| 1977-1978    | «Лос-Анджелес Кінгс» | НХЛ          | 76               | 2                | 17               | 19               | 68               | 2       | 0       | 1       | 1       | 5       |
| 1978-1979    | «Лос-Анджелес Кінгс» | НХЛ          | 32               | 3                | 12               | 15               | 46               | --      | --      | --      | --      | --      |
| 1978-1979    | «Атланта Флеймс»     | НХЛ          | 35               | 5                | 11               | 16               | 24               | 2       | 0       | 0       | 0       | 4       |
| 1979-1980    | «Атланта Флеймс»     | НХЛ          | 80               | 5                | 16               | 21               | 48               | 4       | 1       | 1       | 2       | 2       |
| 1980-1981    | «Калгарі Флеймс»     | НХЛ          | 74               | 3                | 19               | 22               | 54               | 16      | 1       | 4       | 5       | 36      |
| 1981-1982    | «Калгарі Флеймс»     | НХЛ          | 73               | 3                | 17               | 20               | 76               | 3       | 0       | 0       | 0       | 0       |
| Усього в НХЛ | Усього в НХЛ         | Усього в НХЛ | 757              | 60               | 218              | 278              | 764              | 69      | 4       | 18      | 22      | 92      |

### Тренерська статистика
| Команда | Сезон   | Регулярний сезон | Регулярний сезон | Регулярний сезон | Регулярний сезон | Регулярний сезон | Регулярний сезон | Плей-оф                  |
| Команда | Сезон   | І                | В                | П                | Н                | О                | Місце            | Результат                |
| ------- | ------- | ---------------- | ---------------- | ---------------- | ---------------- | ---------------- | ---------------- | ------------------------ |
| ЧИК     | 1987–88 | 80               | 30               | 41               | 9                | 69               | 3-є в ДН         | програш в першому раунді |
| ВПГ     | 1989–90 | 80               | 37               | 32               | 11               | 85               | 3-є в ДС         | програш в першому раунді |
| ВПГ     | 1990–91 | 80               | 26               | 43               | 11               | 63               | 5-е в ДС         | не вийшли у плей-оф      |
| Усього  | Усього  | 240              | 93               | 116              | 31               | 217              |                  |                          |